# Francisco Basiliano Bosch
Francisco Basiliano Bosch Buenos Aires, (26 de diciembre de 1844 - Ib., 3 de agosto de 1901) fue un general de división del Ejército Argentino.

## Biografía

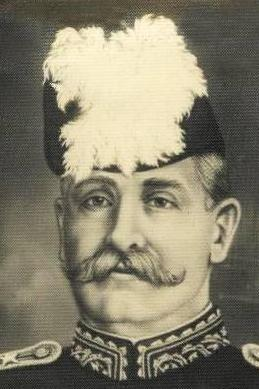
Cnel. Francisco Bosch.

Nació en Buenos Aires el 26 de diciembre de 1844, hijo de Francisco Aurelio Bosch y de Dominga Cascallares y Chaves.
Estudió en Barcelona (España) y luego realizó sus estudios comerciales en París. A los 16 años regresó a Buenos Aires y más tarde se empleó como tenedor de libros en una casa de comercio.

## Carrera militar
Al declararse la guerra con el Paraguay, fue nombrado subteniente de un regimiento de línea y marchó al frente. Asistió a la toma de Corrientes y a varias acciones de encuentros.
Por razones de salud regresó a Buenos Aires, dedicándose a las tareas rurales como administrador de una estancia.
Al producirse la revolución de 1874, ofreció sus servicios y fue nombrado comandante de la guardia nacional de varios partidos, organizando las fuerzas de la región, tomó parte en la tercera campaña contra López Jordán, con el cargo de teniente coronel.
En Europa se desempeñó como agregado militar ante el emperador de Prusia. Al regresar se encontró con la revolución de 1880 y tomó parte apoyando al presidente Avellaneda. Al finalizar ese año, el presidente Roca lo nombró Gobernador del Chaco, con asiento en Formosa, haciéndose cargo el 2 de enero de 1881. Permaneció en él hasta octubre de 1883.

## Gobernador
Fue el sexto Gobernador que tuvo el Chaco. Este período gubernamental ha sido de gran progreso. Se preparó al territorio para la vida civilizada batiendo desde el río Bermejo hasta el Paralelo 28, dispersando las temidas tribus indígenas y resguardando así los valiosos establecimientos industriales.
En 1883, siendo Gobernador del Chaco, organizó una campaña para reconocer sus dominios. Lo acompañaba una Comisión Científica para levantar planos, describir la topografía y relatar el viaje. Exploró los campos, bosques y aguadas para las tareas de obrajes, plantaciones y colonias.
Iniciaron la marcha el 16 de abril y después de 42 días regresaron a Resistencia, describiendo un arco que encerraba una zona de aproximadamente doscientas leguas exploradas por primera vez.
En el final de su informe escribió acerca de la "necesidad de vincular las provincias mediterráneas del norte, en particular Santiago del Estero y Salta, con las poblaciones del Paraná". De esa manera se mejorarían las fuentes de riquezas y el costo en el mercado de los productos.

## Otros cargos
Ocupó después otros cargos: Jefe Interino de la Policía de la Capital, posteriormente siendo designado efectivamente como Jefe de Policía en 1885. (Ascendió a General de Brigada). Fue interventor de Mendoza, otorgándosele después el grado de General de División, y en 1893, con motivo de la revolución radical, se lo designó interventor de la Provincia de Buenos Aires; y al dejar el cargo se dirigió a Tucumán a reprimir una sublevación.
En 1900, como lo había sido en 1888, fue elegido diputado nacional y en ejercicio de su mandato falleció el 3 de agosto de 1901, a los 56 años de edad.
Había ejercido además, diversos cargos públicos, entre otros, diputado provincial.
En mayo de 1878 había contraído matrimonio con Laura Sáenz Valiente.

## Homenajes
A iniciativa suya se formó una comisión para fundar el Hipódromo Nacional de Belgrano, del cual fue presidente.
Llevan el nombre del Gob. F. B. Bosch:
- La calle que nace al 2100 en la Av. 9 de Julio de Resistencia.
- La Escuela Primaria N.º 870.